# Alianza Popular (Chile, 1999)
La Alianza Popular fue una coalición electoral chilena conformada por la Unión de Centro Centro (UCC) y movimientos independientes escindidos del Partido Demócrata Cristiano (PDC) que apoyó la candidatura de Arturo Frei Bolívar para las elecciones presidenciales de 1999.

## Historia
El pacto fue estrenado en Santiago el 6 de agosto de 1999, en un acto encabezado por el candidato Arturo Frei Bolívar –exsenador DC quien renunció a su partido tras apoyar públicamente a Augusto Pinochet durante su arresto en Londres– y por el presidente de la UCC, el entonces diputado Alejandro García-Huidobro. Pretendía establecerse como una alternativa de centro (pese al apoyo de pinochetistas) frente a las candidaturas de Ricardo Lagos y Joaquín Lavín. El 9 de agosto inscribieron ante el Servicio Electoral la candidatura presidencial de  Arturo Frei Bolívar.
Aparte de la UCC, también incluía a los partidos en formación Partido Popular Cristiano y el Partido Regionalista, ambos liderados por los exdiputados demócratacristianos Ramón Elizalde —escindido del PDC en 1997, y quien sería jefe de la campaña de Arturo Frei Bolívar en la elección— y Gustavo Ramírez Vergara, respectivamente. Comprendía además a partidarios de Augusto Pinochet agrupados en el Movimiento Nacional Pinochetista.
Otros integrantes separados del PDC fueron los Independientes por Chile y el Comando Nacional de Militantes Activos de la Democracia Cristiana, este último encabezado por Remberto Echeverría. La presencia de ex falangistas en la Alianza Popular se debió, entre otras razones, al rechazo que les generaba el apoyo de su partido a la candidatura del socialista Ricardo Lagos.
Arturo Frei Bolívar obtendría finalmente el último lugar en la votación del 12 de diciembre, obteniendo 26 812 votos correspondientes al 0,38% de los sufragios válidamente emitidos, lo que provocó el fin de la coalición.